# Lycosidae
Famille
Les Lycosidae sont une famille d'araignées aranéomorphes.
En français, les membres de cette famille sont nommés, selon les espèces, araignées-loups, tarentules ou lycoses, autrefois Tarentulae, et appartenant pour la plupart aux Alopecosae.
Tout comme certaines autres familles connues (Pisauridae, Sprassidae ou Salticidae), ces araignées ne tissent généralement pas de toile, mais chassent à l'affût des proies pouvant atteindre la taille d'un petit oiseau ou d'une taupe, pour les plus grandes. Les femelles transportent leurs petits sur leur dos. La morsure, non dangereuse, des plus gros spécimens peut être douloureuse pour l'être humain et engendrer une réaction localisée, comme une rougeur, un gonflement ou un érythème.

## Distribution

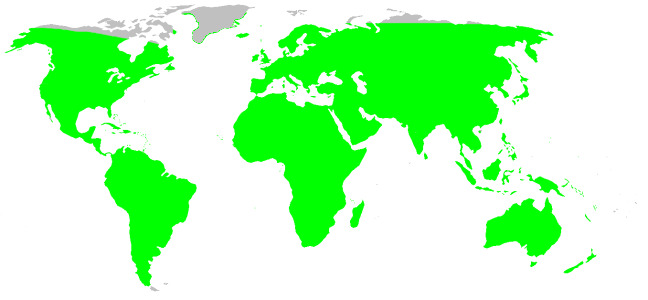
Distribution

Les espèces de cette famille se rencontrent sur tous les continents sauf aux pôles.
L'espèce la plus australe semble être Lycosa australis, que l'on a pu observer jusqu'à l'île principale de l'archipel L'Hermite.
Plusieurs espèces, dont Pardosa glacialis, ont pu être observées au nord du lac Hazen. Ce sont donc probablement les espèces les plus septentrionales.
Altitudinalement, on en trouve des bords de la mer Morte (Arctosa deserta entre autres espèces) au camp de base de l'Everest (Lycosa nigrotibialis), même si d'autres existent peut-être plus haut (on trouve des araignées jusqu'à 6 700 m).
Au sol, elles sont souvent très abondantes, dominant les échantillons récoltés à l'aide de pièges-fosses.

## Description

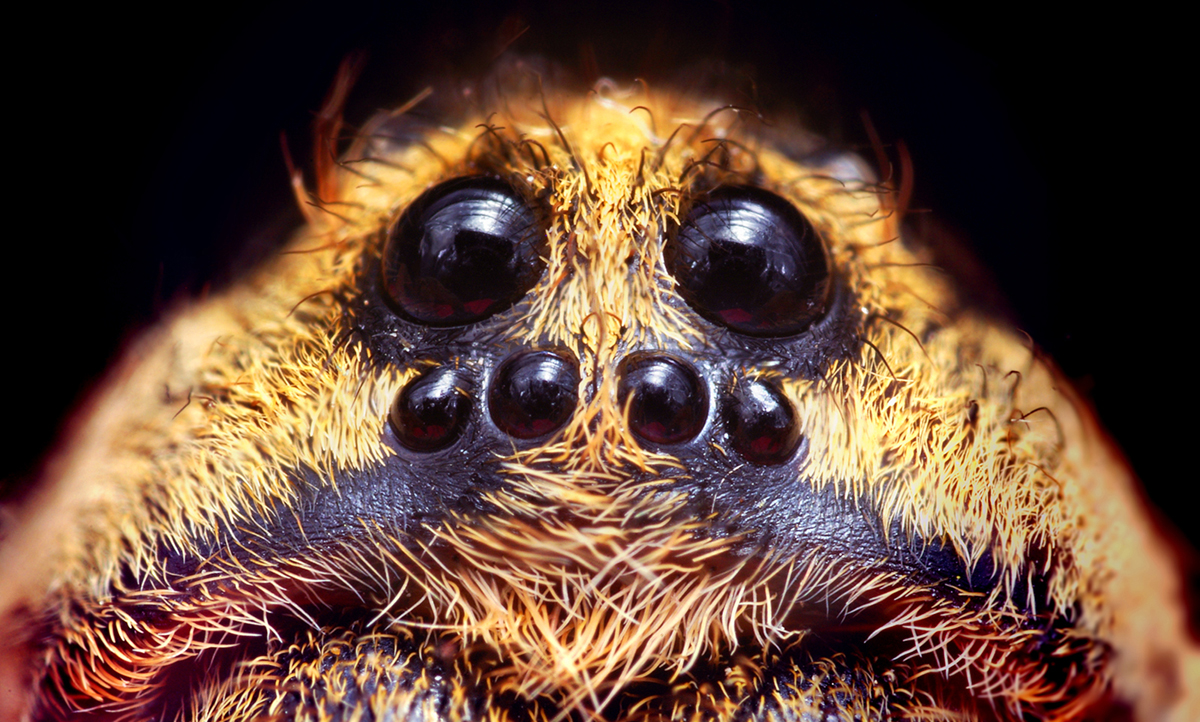
Forme et disposition caractéristiques des yeux des Lycosidae.

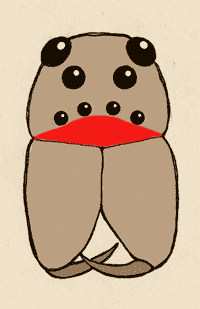
Céphalothorax d'une Lycosidae (vue de face)

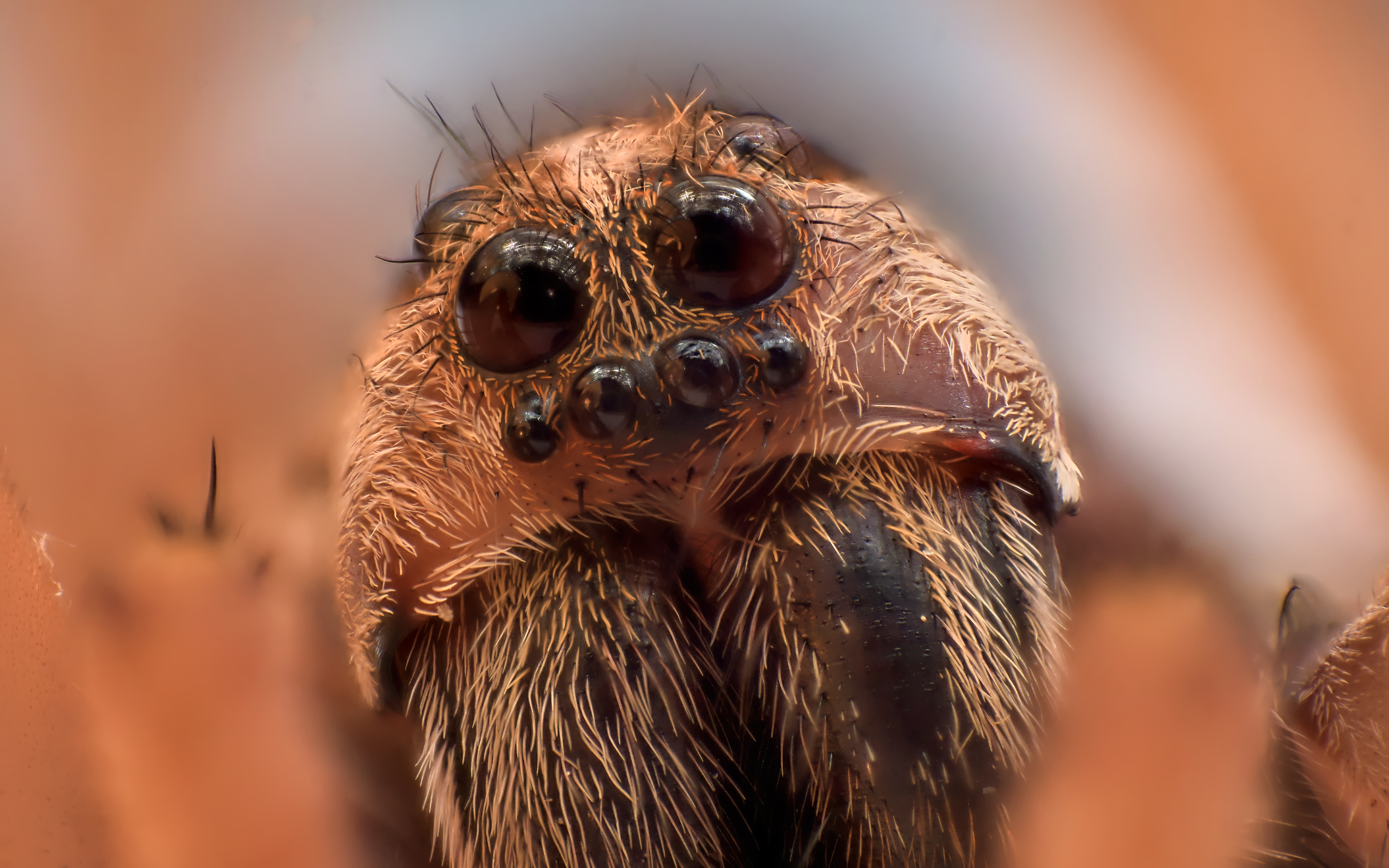
Yeux d'une Lycosidae vus de face. Mai 2021.

Les Lycosidae sont des araignées de taille variable, la longueur du corps des adultes allant de un à 35 mm selon les espèces.
La forme et la disposition de leurs huit yeux sont caractéristiques. Les yeux antérieurs, petits, forment la rangée la plus basse, tandis que les yeux postérieurs forment les deux autres : deux gros yeux forment la rangée médiane, et deux petits situés un peu plus loin derrière forment la troisième rangée.
Les femelles transportant fréquemment leur sac d'œuf accroché aux filières de leur abdomen ou leur progéniture sur leur abdomen.

## Éthologie

### Prédation

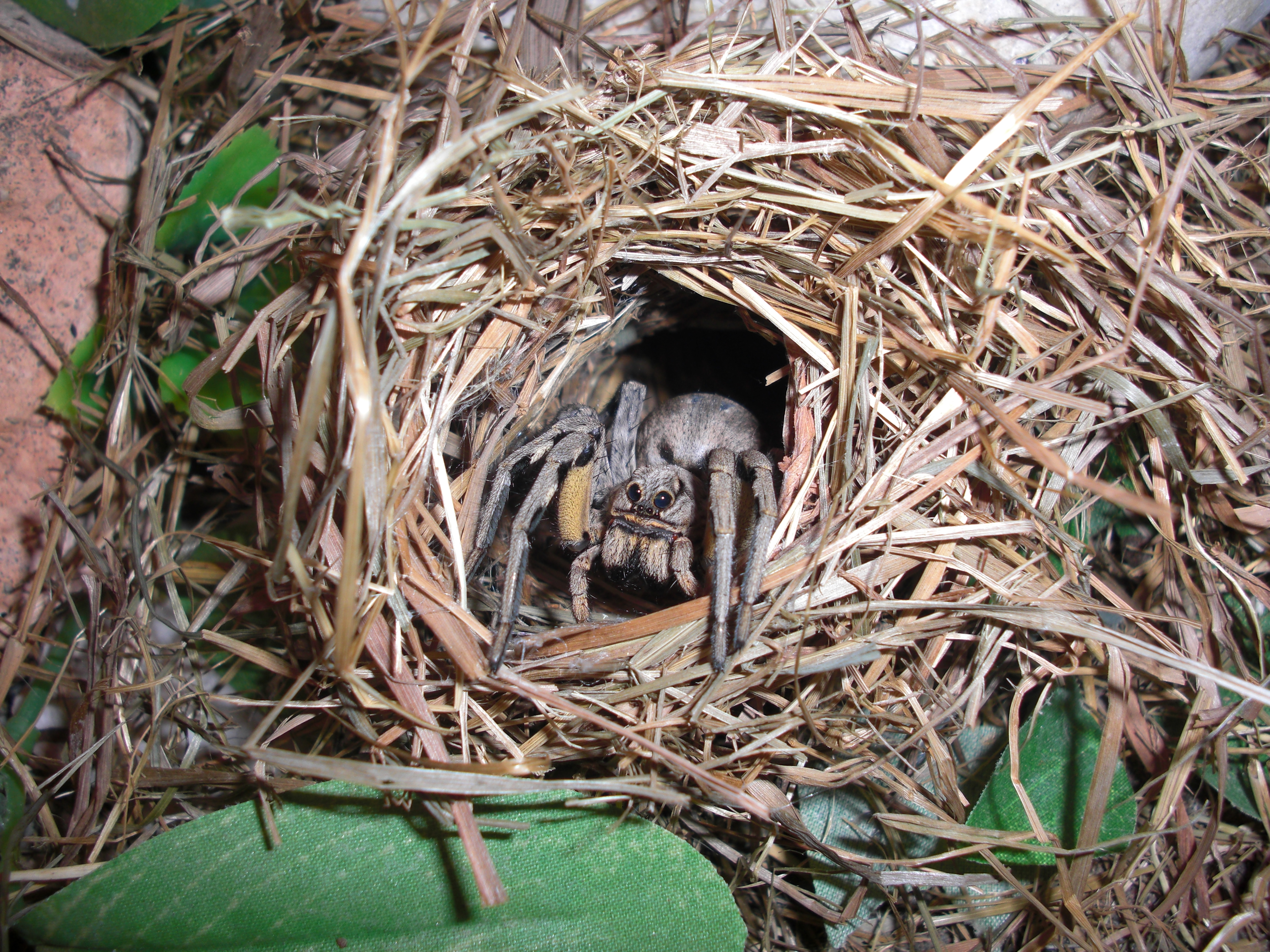
Une lycose embusquée.

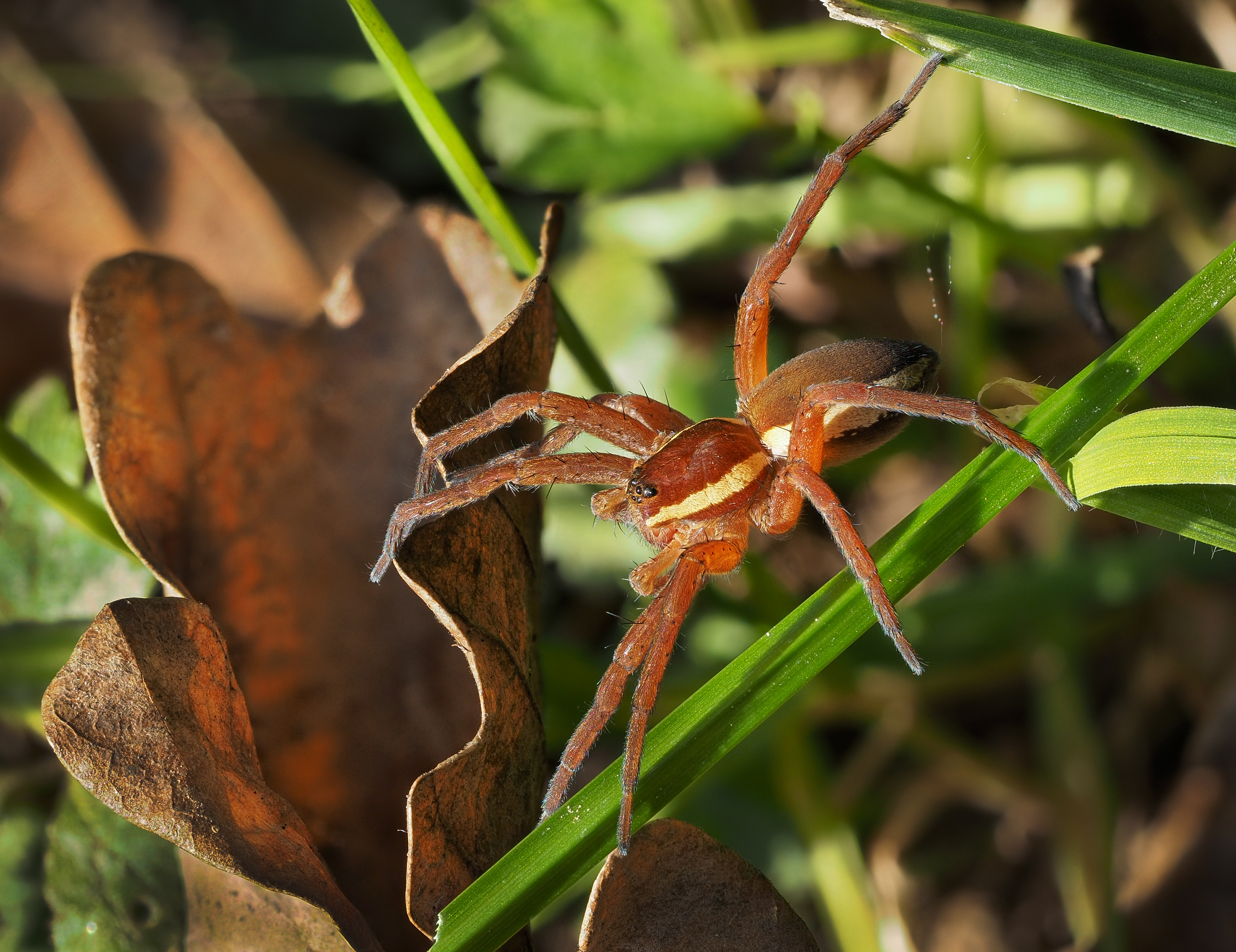
Près de la forêt de Golovec, en Slovénie.

Les araignées-loups ne tissent pas de toiles pour attraper leurs proies. Elles chassent au sol, embusquées ou traquant activement leurs victimes. Leurs yeux postérieurs, de grande taille, sont disposés de façon à regarder vers l'avant. Pour repérer leurs proies, les Lycosidae se fient surtout aux vibrations engendrées dans l'air par leurs battements d'ailes ou sur le sol par leurs pas. Leur vision n'est pas particulièrement précise, et leur sert peu pour la capture des proies, contrairement à d'autres familles d'araignées comme les Salticidae. Certaines espèces, notamment du genre Pirata, chassent sur l'eau, à la surface de laquelle elles peuvent se déplacer facilement.
Il existe toutefois quelques exceptions, parmi les genres Aulonia, Hippasa et Sossipus, qui utilisent des restants de toiles d'araignées d'autres familles pour capturer leurs proies.

### Reproduction

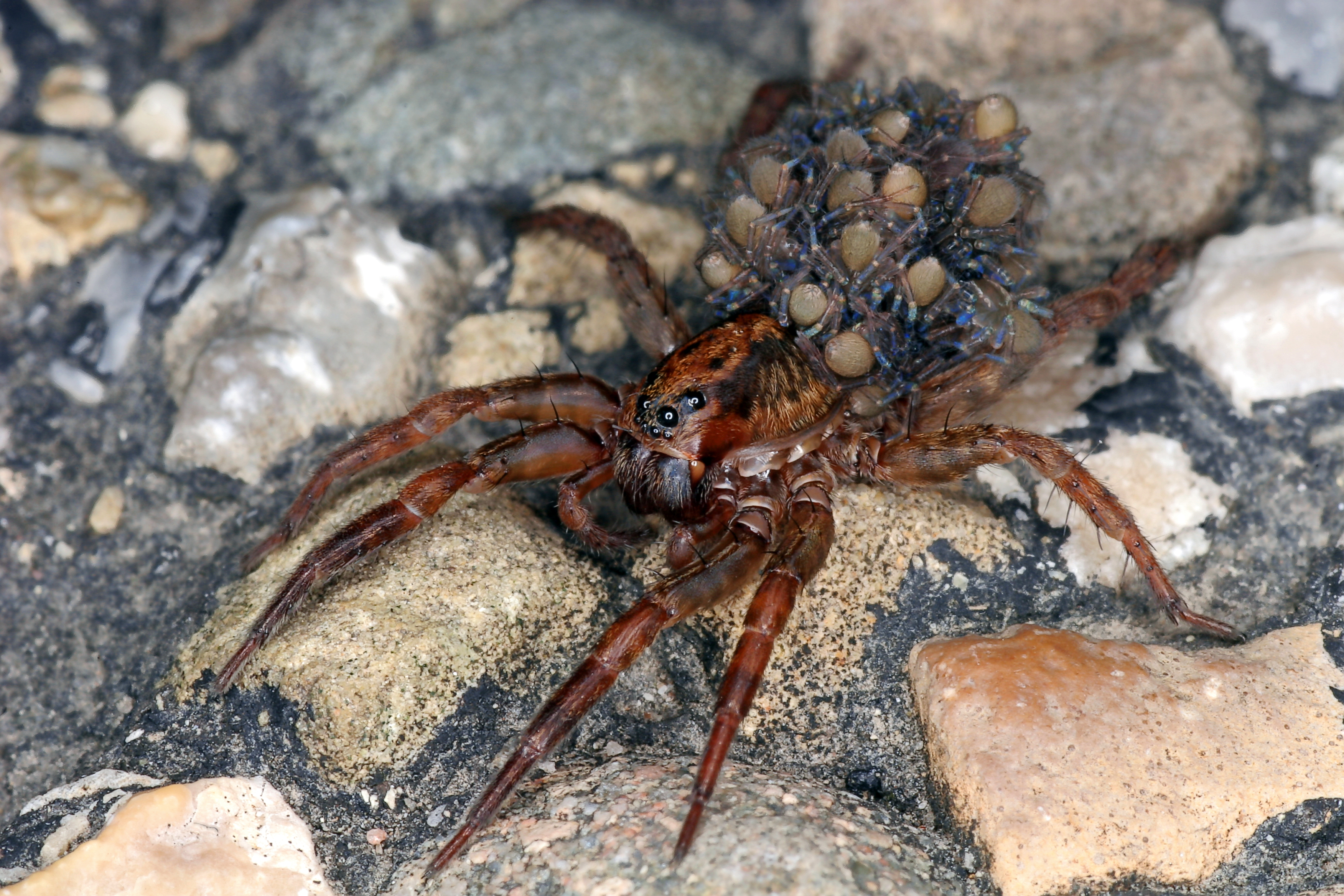
Femelle portant sa progéniture sur son abdomen.

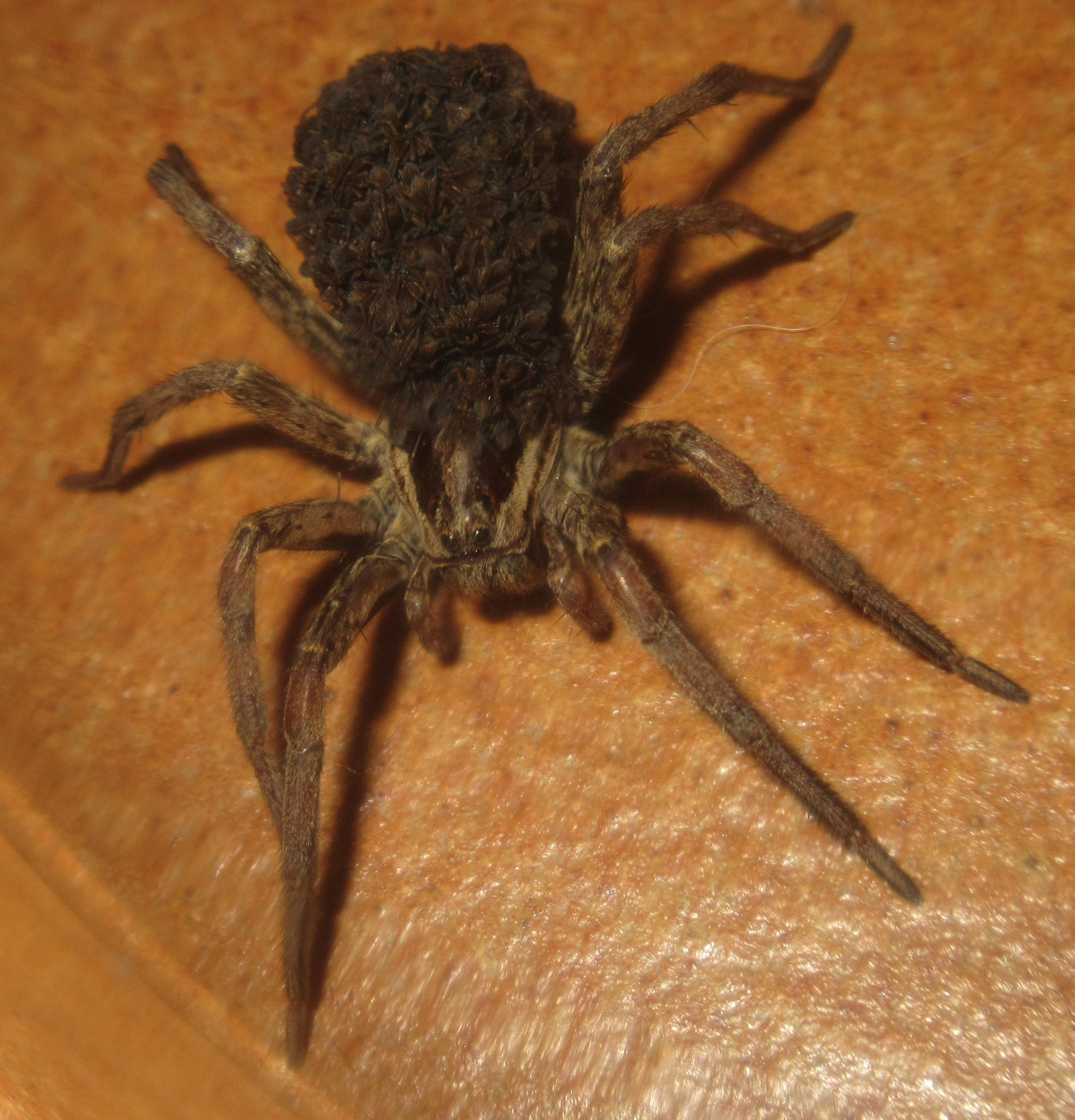
idem, avec une progéniture plus dense.

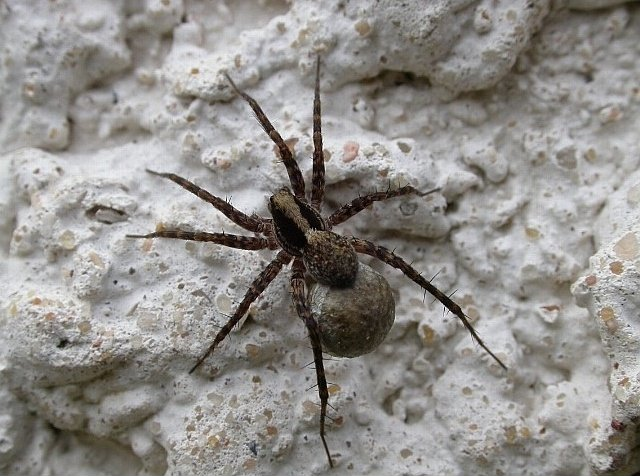
Pardosa lugubris avec son cocon accroché aux filières.

#### Copulation
Les parades nuptiales de toutes les espèces de Lycosidae n'ont pas été étudiées en détail, les étapes décrites ici sont celles qui sont partagées par les espèces qui ont fait l'objet d'études attentives, c.-à-d. Lycosa rabida,, et Lycosa punctulata.
La parade nuptiale semble être initiée par la reconnaissance de phéromones sexuelles femelles par le mâle. Pour ce faire, la femelle peut être à proximité du mâle, ou avoir laissé derrière elle un fil enduit de phéromones que le mâle pourra utiliser pour remonter jusqu'à elle. Des études suggèrent que ces signaux chimiques sont un facteur déterminant pour stimuler le mâle. Des mâles placés dans des boîtes dans lesquelles des femelles de la même espèce avaient préalablement séjourné (puis retirées) entamaient leur rituel de séduction. Les mâles n'avaient toutefois aucune réaction lorsqu'on les plaçait dans des boîtes ayant auparavant accueilli d'autres mâles ou des femelles immatures,.
Il s'ensuit alors un rituel qui varie selon les espèces, mais semble généralement correspondre à ce qui suit. Le mâle place d'abord ses pattes dans une position caractéristique, accompagnée de mouvements de l'abdomen et des pédipalpes. Ces derniers sont aussi utilisés pour produire des stridulations. Après avoir exécuté sa routine une première fois, le mâle s'immobilise ou s'avance légèrement vers la femelle. Celle-ci répond alors en bougeant ses pattes avant, ce qui encourage le mâle à recommencer sa série de mouvements. Cet échange dure jusqu'à ce que la femelle soit à la portée du mâle. Ce dernier tend une de ses pattes avant vers elle, sans toutefois la toucher ; c'est la femelle qui fera le premier contact, signifiant ainsi qu'elle consent à copuler.
Pour inséminer la femelle, le mâle grimpe d'abord sur le céphalothorax de cette dernière. Il se penche ensuite à gauche ou à droite de l'abdomen, que la femelle pivote pour rendre ses parties génitales accessibles aux pédipalpes du mâle.

#### Soins parentaux
Il est commun de voir des Lycosidae femelles portant leurs œufs dans un sac (coque de soie formant une boule) fixé à leurs filières. Après éclosion des 20 à 100 œufs (selon les espèces), les jeunes araignées montent sur l'abdomen de la femelle et s'y maintiennent grâce à des poils spécialisés. Les jeunes vivent sur leurs réserves vitellines puis, lorsque les cocons sont pondus tardivement dans la saison, peuvent se nourrir des œufs non fécondés qu'ils percent au moyen du crochet de leurs chélicères (ce type de cannibalisme animal est appelé caïnisme).

## Paléontologie
Cette famille est connue depuis le Crétacé.

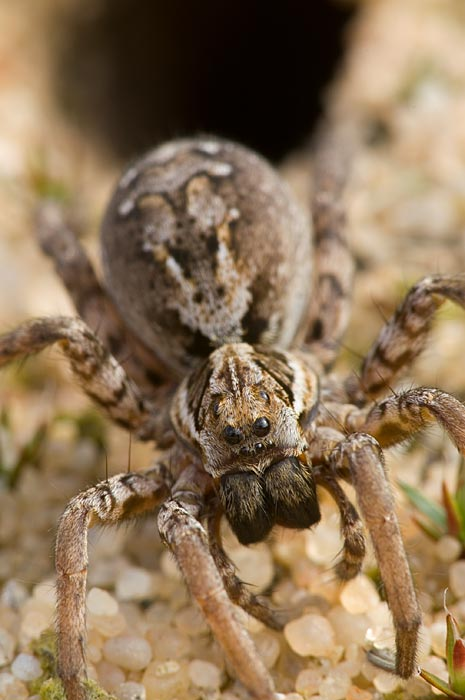
Alopecosa fabrilis

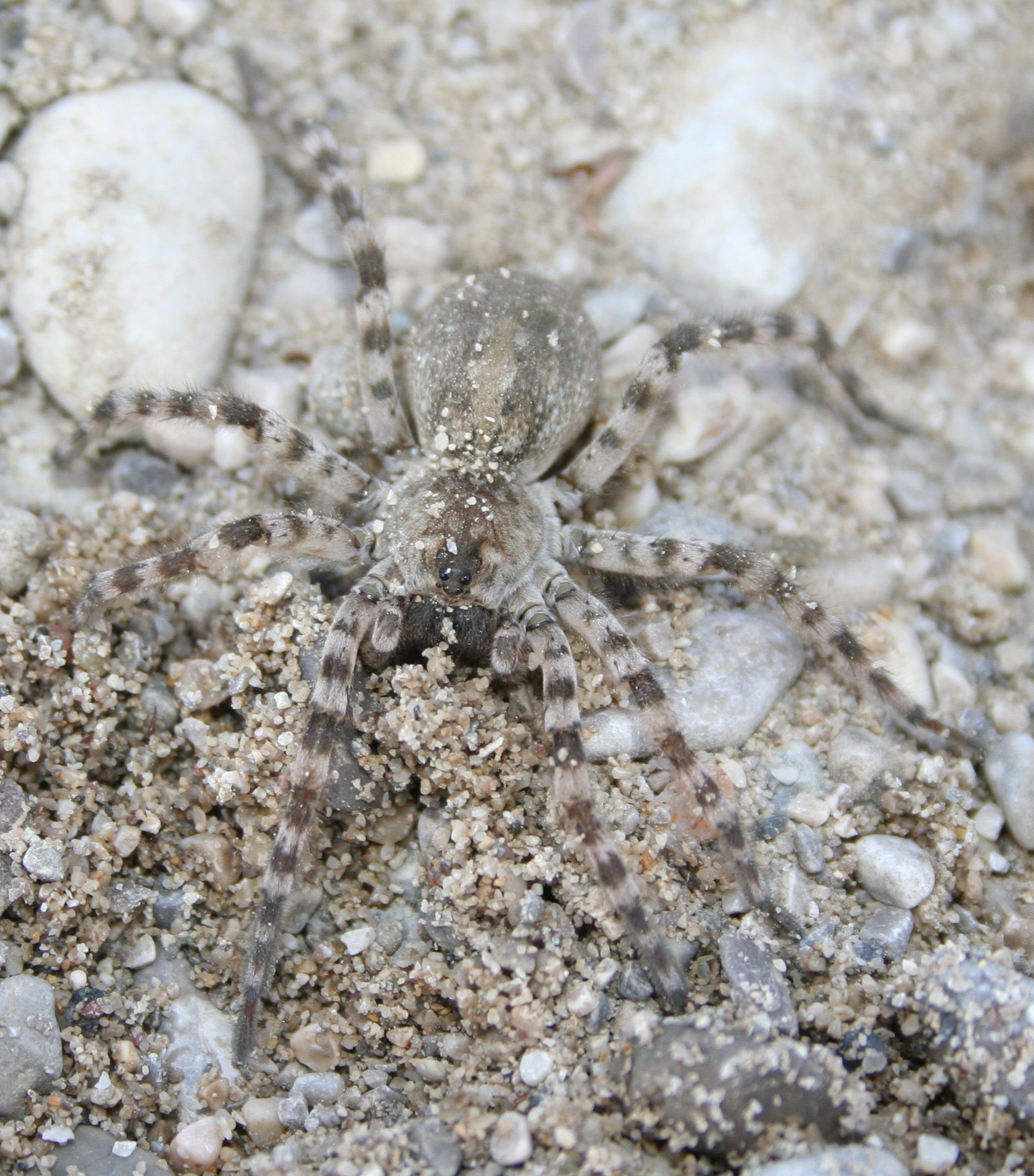
Arctosa cinerea

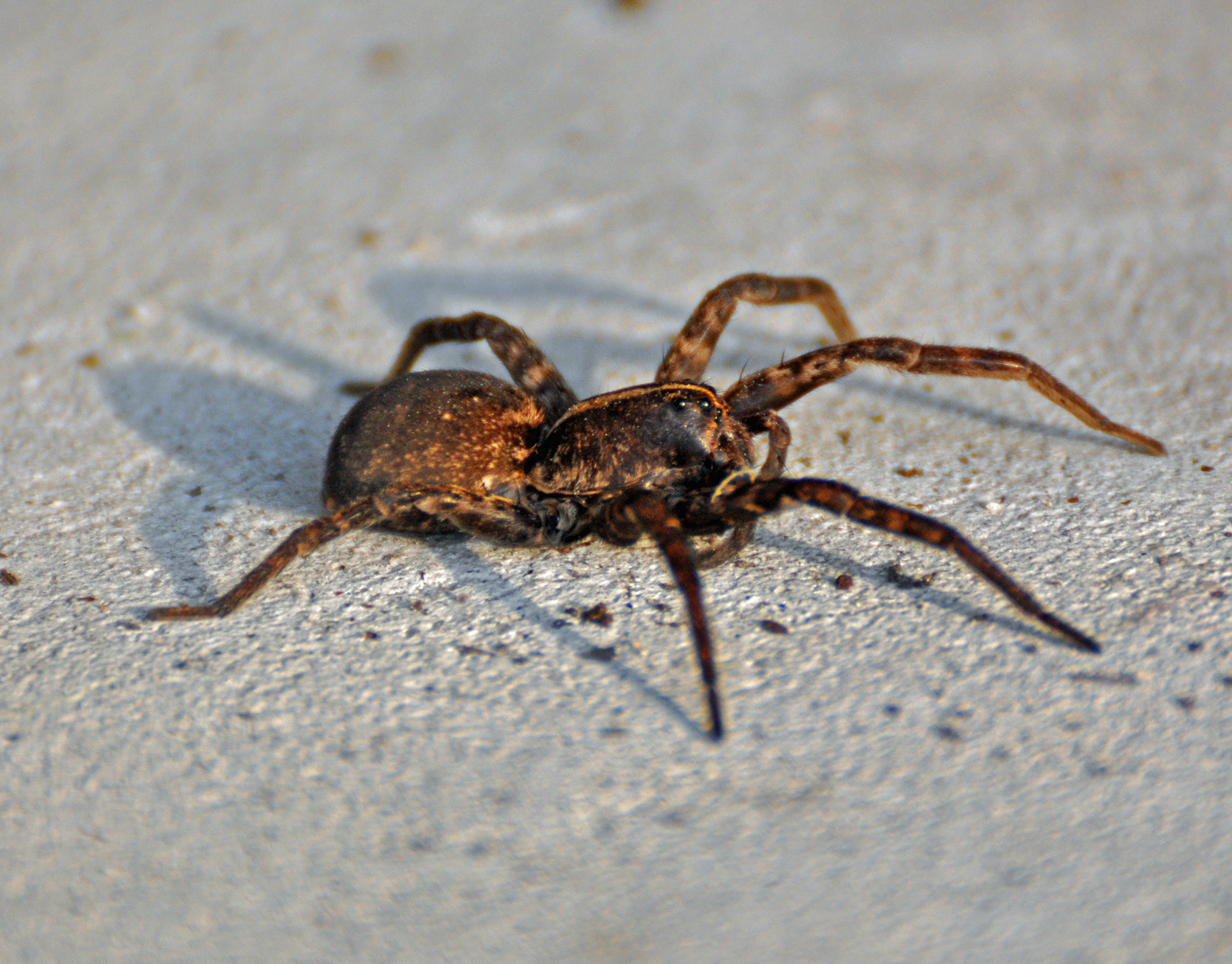
Hogna carolinensis

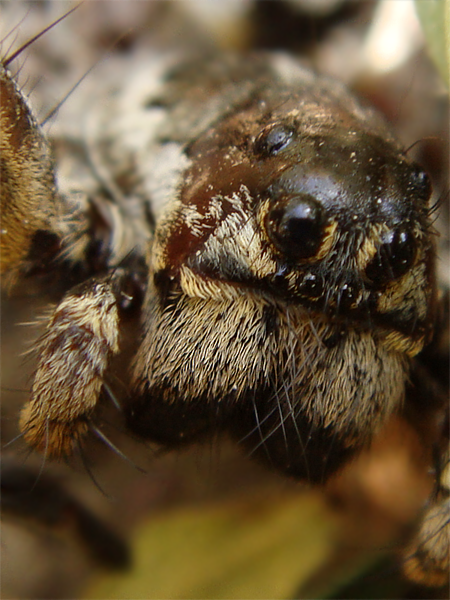
Lycosa tarantula

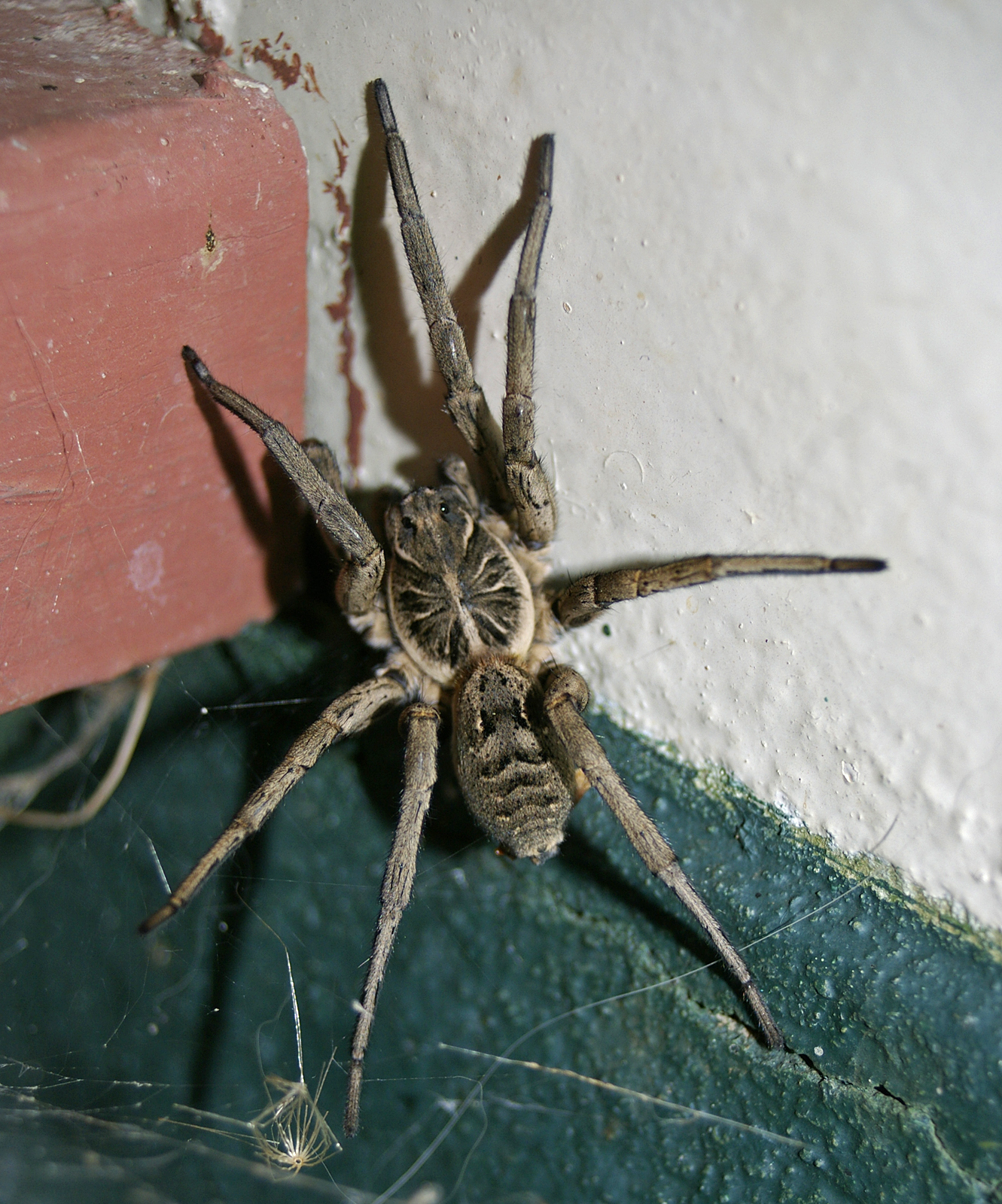
Lycosa leuckarti

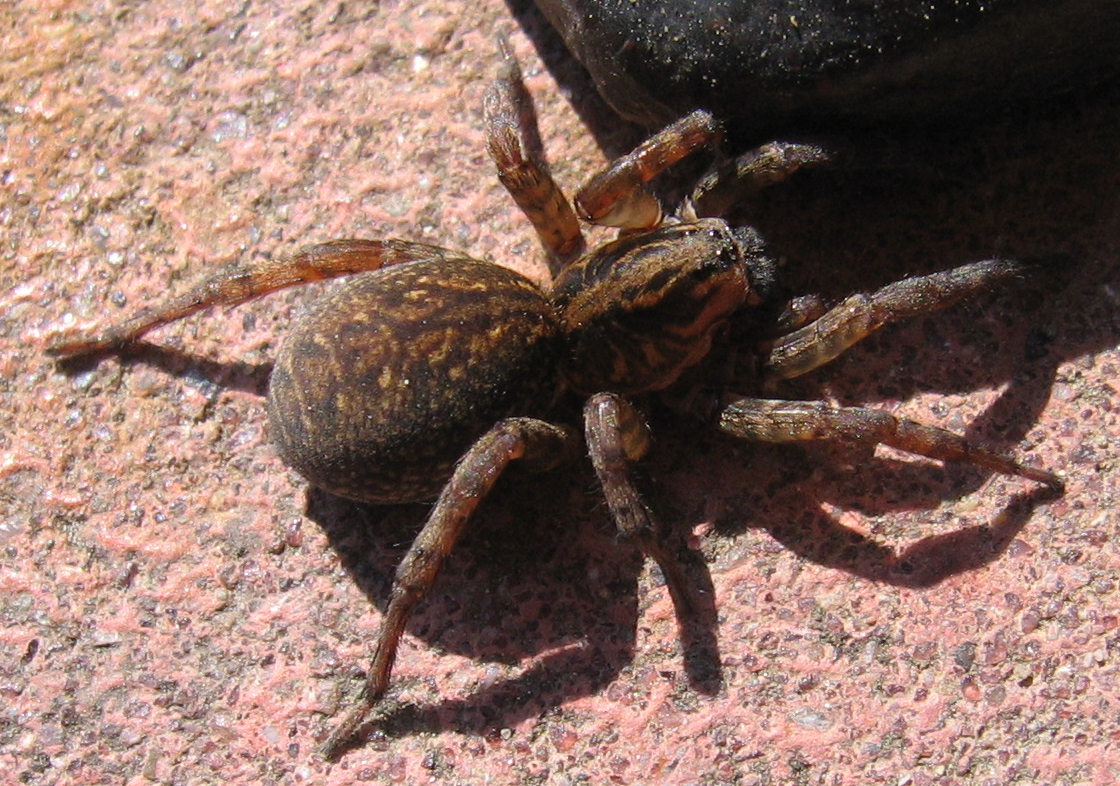
Trochosa terricola

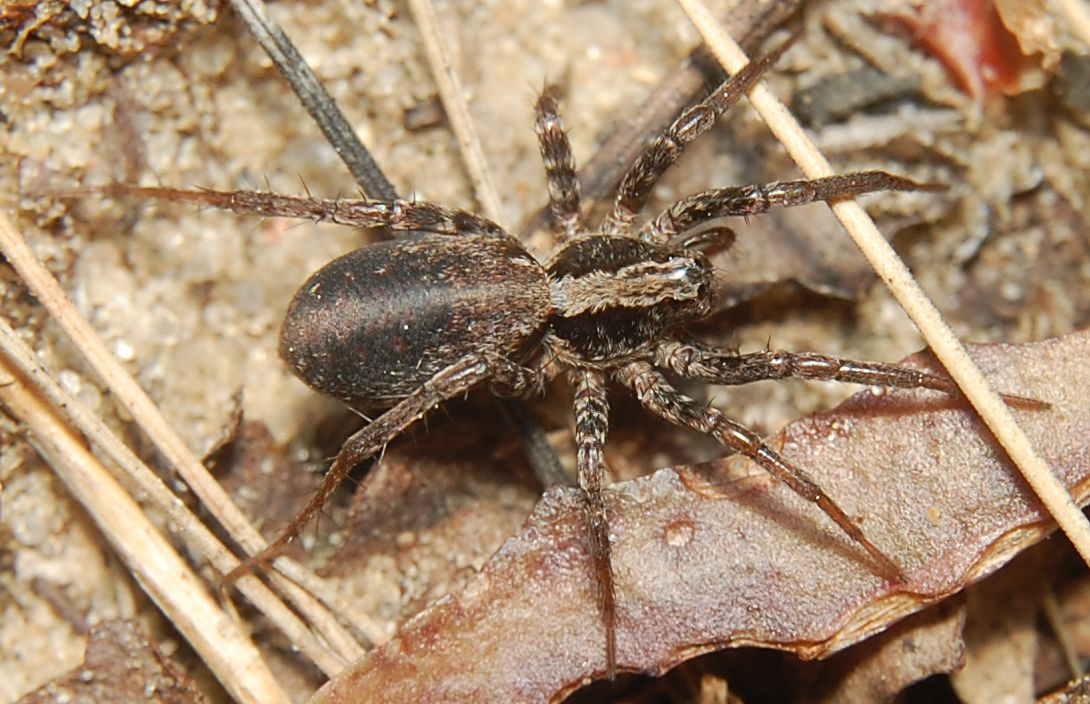
Xerolycosa miniata

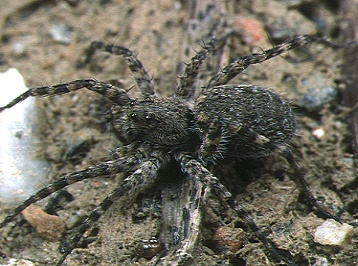
Wadicosa okinawensis

## Liste des genres
Selon World Spider Catalog (version 26, 01/08/2025) :
- Abaycosa Laborda, Bidegaray-Batista, Simó, Brescovit, Beloso & Piacentini, 2022
- Acantholycosa Dahl, 1908
- Adelocosa Gertsch, 1973
- Agalenocosa Mello-Leitão, 1944
- Aglaoctenus Tullgren, 1905
- Algidus Simon, 1898
- Allocosa Banks, 1900
- Allotrochosina Roewer, 1960
- Alopecosa Simon, 1885
- Amblyothele Simon, 1910
- Anomalomma Simon, 1890
- Anomalosa Roewer, 1960
- Anoteropsis L. Koch, 1878
- Antembolus Sherwood, Henrard, Logunov & Fowler, 2023
- Arctosa C. L. Koch, 1847
- Arctosippa Roewer, 1960
- Arctosomma Roewer, 1960
- Artoria Thorell, 1877
- Artoriellula Roewer, 1960
- Artoriopsis Framenau, 2007
- Asiacosa Logunov, 2023
- Aulonia C. L. Koch, 1847
- Auloniella Roewer, 1960
- Birabenia Mello-Leitão, 1941
- Bogdocosa Ponomarev & Belosludtsev, 2008
- Brevilabus Strand, 1908
- Bristowiella Saaristo, 1980
- Camptocosa Dondale, Jiménez & Nieto, 2005
- Caspicosa Ponomarev, 2007
- Costacosa Framenau & Leung, 2013
- Crocodilosa Caporiacco, 1947
- Cynosa Caporiacco, 1933
- Dejerosa Roewer, 1960
- Deliriosa Kovblyuk, 2009
- Diahogna Roewer, 1960
- Diapontia Keyserling, 1877
- Dingosa Roewer, 1955
- Dolocosa Roewer, 1960
- Donacosa Alderweireldt & Jocqué, 1991
- Dorjulopirata Buchar, 1997
- Draposa Kronestedt, 2010
- Dzhungarocosa Fomichev & Marusik, 2017
- Edenticosa Roewer, 1960
- Evippa Simon, 1882
- Evippomma Roewer, 1959
- Foveosa Russell-Smith, Alderweireldt & Jocqué, 2007
- Geolycosa Montgomery, 1904
- Gladicosa Brady, 1987
- Gnatholycosa Mello-Leitão, 1940
- Gulocosa Marusik, Omelko & Koponen, 2015
- Halocosa Azarkina & Trilikauskas, 2019
- Hesperocosa Gertsch & Wallace, 1937
- Hippasa Simon, 1885
- Hippasella Mello-Leitão, 1944
- Hippasosa Roewer, 1960
- Hoggicosa Roewer, 1960
- Hogna Simon, 1885
- Hognoides Roewer, 1960
- Houcosa Wang, Marusik & Zhang, 2025
- Hyaenosa Caporiacco, 1940
- Hygrolycosa Dahl, 1908
- Kangarosa Framenau, 2010
- Karakumosa Logunov & Ponomarev, 2020
- Katableps Jocqué, Russell-Smith & Alderweireldt, 2011
- Knoelle Framenau, 2006
- Kochosa Framenau, Castanheira & Yoo, 2023
- Kuncosa Wang, Marusik & Zhang, 2025
- Lobizon Piacentini & Grismado, 2009
- Loculla Simon, 1909
- Loongcosa Wang, Marusik & Zhang, 2025
- Lycosa Latreille, 1804
- Lycosella Thorell, 1890
- Lynxosa Roewer, 1960
- Lysania Thorell, 1890
- Mainosa Framenau, 2006
- Malimbosa Roewer, 1960
- Margonia Hippa & Lehtinen, 1983
- Megarctosa Caporiacco, 1948
- Melecosa Marusik, Omelko & Koponen, 2015
- Melocosa Gertsch, 1937
- Minicosa Alderweireldt & Jocqué, 2007
- Molearachne Sherwood, Henrard, Logunov & Fowler, 2023
- Molitorosa Roewer, 1960
- Mongolicosa Marusik, Azarkina & Koponen, 2004
- Mustelicosa Roewer, 1960
- Navira Piacentini & Grismado, 2009
- Notocosa Vink, 2002
- Nukuhiva Berland, 1935
- Oculicosa Zyuzin, 1993
- Orinocosa Chamberlin, 1916
- Ovia Sankaran, Malamel & Sebastian, 2017
- Pamirosa Fomichev, Omelko & Marusik, 2024
- Paratrochosina Roewer, 1960
- Pardosa C. L. Koch, 1847
- Pardosella Caporiacco, 1939
- Passiena Thorell, 1890
- Pavocosa Roewer, 1960
- Phonophilus Ehrenberg, 1831
- Pirata Sundevall, 1833
- Piratula Roewer, 1960
- Portacosa Framenau, 2017
- Proevippa Purcell, 1903
- Prolycosides Mello-Leitão, 1942
- Pseudevippa Simon, 1910
- Pterartoria Purcell, 1903
- Pyrenecosa Marusik, Azarkina & Koponen, 2004
- Rabidosa Roewer, 1960
- Satta Lehtinen & Hippa, 1979
- Schizocosa Chamberlin, 1904
- Serratacosa Wang, Peng & Zhang, 2021
- Shapna Hippa & Lehtinen, 1983
- Sibirocosa Marusik, Azarkina & Koponen, 2004
- Sinacosa Wang, Lu & Zhang, 2023
- Sinartoria Wang, Framenau & Zhang, 2021
- Sosippus Simon, 1888
- Spiniculosa Kronestedt, 2025
- Syroloma Simon, 1900
- Tapetosa Framenau, Main, Harvey & Waldock, 2009
- Tasmanicosa Roewer, 1959
- Tetralycosa Roewer, 1960
- Tigrosa Brady, 2012
- Trabea Simon, 1876
- Trabeops Roewer, 1959
- Trebacosa Dondale & Redner, 1981
- Tricassa Simon, 1910
- Trochosa C. L. Koch, 1847
- Tropicosa Paredes-Munguia, Brescovit & Teixeira, 2023
- Tuberculosa Framenau & Yoo, 2006
- Varacosa Chamberlin & Ivie, 1942
- Venator Hogg, 1900
- Venatrix Roewer, 1960
- Venonia Thorell, 1895
- Vesubia Simon, 1909
- Wadicosa Zyuzin, 1985
- Xerolycosa Dahl, 1908
- Zantheres Thorell, 1887
- Zenonina Simon, 1898
- Zoica Simon, 1898
- Zyuzicosa Logunov, 2010

Selon World Spider Catalog (version 23.5, 2023) :
- † Dryadia Zhang, Sun & Zhang, 1994

## Systématique et taxinomie
Cette famille a été décrite par Sundevall en 1833.
Cette famille rassemble 2 503 espèces dans 139 genres actuels.

## Étymologie
Le nom de cette famille est basé sur le genre Lycosa, du grec ancien : λύκος / lycos, « loup », en référence à une certaine ressemblance physique avec ce mammifère, le corps sombre recouvert de soies courtes et brun-gris, la présence d'yeux secondaires munis d'un tapetum afin d'accroître leur vision en faible luminosité et leur mode de chasse au sol : spécialistes de la chasse à vue, ces araignées disposent d'un système visuel performant utilisé lors de leur course rapide lorsqu'elles traquent leurs proies.

## Les Lycosidae dans la culture

### Venin et légende
Autrefois, la morsure de la tarentule (Lycosa tarantula), abondante dans la région de Tarente mais présente dans toute la zone méditerranéenne, était réputée si grave qu'il fallait organiser des tarentèles, danses frénétiques qui permettaient seules la guérison de la personne mordue. C'est en fait une idée populaire infondée. On sait aujourd'hui que les rares cas de morsures sont sans danger, sans pour autant être sans douleur. Il existe cependant quelques espèces en Amérique du Sud dont la morsure peut laisser quelques traces, car leur venin est nécrosant. C'est la morsure de l'araignée Latrodectus tredecimguttatus, une Theridiidae, et non celle de Lycosa tarentula qui cause le « tarentisme ».

## Publication originale
- Sundevall, 1833 : Conspectus Arachnidum. Londini Gothorum, p. 1-39.